# One Love (David Guetta-album)
A One Love David Guetta francia lemezlovas negyedik stúdióalbuma, amely először 2009. augusztus 24-én jelent meg az Egyesült Királyságban, az Egyesült Államokban pedig egy nappal később.

## Az album dalai
1. "When Love Takes Over" (feat. Kelly Rowland)
2. "Gettin' Over" (feat. Chris Willis)
3. "Sexy Bitch" (feat. Akon)
4. "Memories" (feat. Kid Cudi)
5. "On the Dancefloor" (feat. will.i.am & apl.de.ap)
6. "It's the Way You Love Me" (feat. Kelly Rowland)
7. "Missing You" (feat. Novel)
8. "Choose" (feat. Ne-Yo & Kelly Rowland)
9. "How Soon Is Now" (with Sebastian Ingrosso, Dirty South & Julie McKnight)
10. "I Gotta Feeling (FMIF Remix Edit)"
11. "One Love" (feat. Estelle)
12. "I Wanna Go Crazy" (feat. will.i.am)
13. "Sound of Letting Go" (feat. Chris Willis)
14. "Toyfriend" (feat. Wynter Gordon)
15. "If We Ever" (feat. Makeba)
16. "Who's That Chick?" (feat. Rihanna)

## Listás helyezések és minősítések
| Lista (2009)                         | Csúcshelyezés |
| ------------------------------------ | ------------- |
| Argentinian Albums Chart             | 11            |
| Australian Albums Chart              | 4             |
| Austrian Albums Chart                | 3             |
| Belgian Albums Chart (Flanders)      | 2             |
| Belgian Albums Chart (Wallonia)      | 1             |
| Canadian Albums Chart                | 2             |
| Czech Republic Albums Chart          | 3             |
| Danish Albums Chart                  | 22            |
| Dutch Albums Chart                   | 5             |
| Europe Albums Chart                  | 1             |
| Finnish Albums Chart                 | 49            |
| French Albums Chart                  | 1             |
| German Albums Chart                  | 2             |
| Greek Albums Chart                   | 19            |
| Hungarian Albums Chart               | 1             |
| Irish Albums Chart                   | 3             |
| Italian Albums Chart                 | 5             |
| Mexican Albums Chart                 | 12            |
| New Zealand Albums Chart             | 2             |
| Norwegian Albums Chart               | 16            |
| Polish Albums Chart                  | 26            |
| Portugal Albums Chart                | 5             |
| South African Albums Chart           | 1             |
| Spanish Albums Chart                 | 1             |
| Swedish Albums Chart                 | 33            |
| Swiss Albums Chart                   | 2             |
| UK Albums Chart                      | 2             |
| US Billboard 200                     | 70            |
| US Billboard Electronic/Dance Albums | 3             |

| Lista (2009)       | Helyezés |
| ------------------ | -------- |
| Swiss Albums Chart | 13       |

| Lista (2010)            | Rang |
| ----------------------- | ---- |
| European Top 100 Albums | 5    |
| German Albums Chart     | 14   |
| Spanish Albums Charts   | 12   |

| Ország             | Minősítés  | Dátum               |
| ------------------ | ---------- | ------------------- |
| Ausztrália         | Platina    | 2009. november 30.  |
| Ausztria           | 2x Platina | 2010. szeptember 1. |
| Kanada             | Platina    | 2010. május 13.     |
| Európa             | Platina    | 2010, Q2            |
| Franciaország      | Gyémánt    | 2010. december 21.  |
| Németország        | 3x Arany   | 2010. november      |
| Magyarország       | Platina    | 2011                |
| Írország           | Arany      | 2009                |
| Olaszország        | Arany      | 2010                |
| Mexikó             | Platina    | 2010. február 22.   |
| Spanyolország      | Arany      | 2010. július 15.    |
| Egyesült Királyság | Platina    | 2010. július 23.    |